# Sterrhochaeta auratisquama
Sterrhochaeta auratisquama är en fjärilsart som beskrevs av W. Warren 1907. Sterrhochaeta auratisquama ingår i släktet Sterrhochaeta och familjen mätare. Inga underarter finns listade i Catalogue of Life.